# Don Poldermans
Daniël (Don) Poldermans (Rotterdam, 1956) is een Nederlands wetenschapper en voormalig internist.

## Carrière
Poldermans studeerde, na het behalen van het atheneum, geneeskunde aan de Erasmus Universiteit in Rotterdam. Zijn militaire dienstplicht (1982-1983) vervulde hij in Utrecht (MHAM) en bij de Centrale Herkeuringsraad in Den Haag. Hierna werd hij tot internist opgeleid in het Academisch Ziekenhuis Dijkzigt te Rotterdam, het latere Erasmus Medisch Centrum. Hij volgde een vervolgopleiding op de afdeling Medische Microbiologie in het Dijkzigt Ziekenhuis. Sinds 1990 was hij staflid van de afdeling Chirurgie van het Erasmus Medisch Centrum. Hij promoveerde in 1994 op het onderwerp Dobutamine Stress Echocardiografie bij prof. dr. Hero van Urk. Poldermans was ook werkzaam bij Ziekenhuis Leyenburg in Den Haag. Hij staat geregistreerd als intensivist en vasculair geneeskundige. In 2004 werd hij benoemd tot bijzonder hoogleraar perioperatieve cardiale zorg aan het Erasmus Medisch Centrum in Rotterdam. Poldermans richtte zich op perioperatieve zorg, de richtlijn ontwikkeling perioperatieve zorg en vasculaire geneeskunde.

## Wetenschappelijke fraude
Een studie van Don Poldermans uit 1999 leek aan te tonen dat het gebruik van bètablokkers het risico op een hartinfarct tijdens een operatie met 90% verminderde. In 2009 werd een Europese behandelrichtlijn opgesteld op basis van het onderzoek van Poldermans. Door zijn onderzoekingen zijn artsen wereldwijd bètablokkers gaan gebruiken ter preventie van een hartinfarct rond een operatie.
In juni 2011 meldde een jonge wetenschapper uit de onderzoeksgroep van Poldermans aan het Erasmus MC zijn twijfels ten aanzien van de onderzoeksmethodes. Poldermans werd op non-actief gesteld en in november ontslagen nadat gebleken was dat de onderzoeken niet altijd werden uitgevoerd volgens geldende wetenschappelijke normen.
De onderzoekscommissie die naar de vermeende fraude werd ingesteld concludeerde dat de onderzoeksgroep rond Poldermans de studiegegevens van 169 patiënten verzonnen moest hebben. Zij kwalificeerde dit als "ernstig wetenschappelijk wangedrag". Ook zou sprake zijn geweest van onzorgvuldige vastlegging van onderzoeksgegevens. Het Erasmus MC deed melding bij de Inspectie voor de Gezondheidszorg. Poldermans ontkende de beschuldiging.
Nadat in oktober 2012 het eindrapport over de grootschalige fraude van Diederik Stapel was verschenen, eiste president van de KNAW Hans Clevers dat er ook naar de publicaties van Poldermans verder onderzoek zou worden verricht.
Na het ontslag door Erasmus MC ging Poldermans als internist werken in het Spijkenisse Medisch Centrum, het vroegere Ruwaard van Putten Ziekenhuis.
In augustus 2014 is de Europese behandelrichtlijn aangepast.

## Publicaties
- Dobutamine-atropine stress echocardiography : a method for preoperative cardiac risk stratification in patients undergoing major vascular surgery 1994, proefschrift, Rotterdam

Daarnaast schreef Poldermans meer dan vijfhonderd wetenschappelijke artikelen.